# Bo Sundblad
Bo Hugo Gude Sundblad, född 25 december 1913 i Stockholm, död 20 juni 2005 på Lidingö, var en svensk arkitekt, visdiktare och vissångare.

## Biografi
Sundblad avlade arkitektexamen på KTH 1938, och bedrev egen arkitektverksamhet i Stockholm 1943–1953. Han var under åren 1945–1969 VD för familjeföretaget Uplandskubben, och verkade sedan som konsult.
Han spelade flera instrument, men gitarren blev huvudinstrument. Musiken till Karlfeldts I Lissabon där dansa de skrev han redan som 21-åring, och med åren blev det en stor mängd tonsättningar. Han skrev musik till dikter av Alf Henrikson och Birger Sjöberg, men också barnvisor, som till exempel visorna om Den olydiga ballongen av Gunnel Linde. 
Sundblads repertoar var omfattande, och han har sjungit in ett antal visor i olika genrer: visor om Stockholm, sjömansvisor m.m. och medverkat i radio och television. Han utgav tillsammans med Klas Ralf 1958 den första upplagan av Min skattkammare: visboken.
Han invaldes 1938 som ledamot i Samfundet Visans vänner och var dess preses 1972–2005.